# バルサゴス
バルサゴス (Bal-Sagoth) は、イギリスのシンフォニックブラックメタルバンド。中心人物であるボーカル兼作詞家のバイロン・ロバーツ（Byron Roberts）によって1993年にヨークシャーで結成された。便宜上ブラックメタルに分類されることが多いとはいえ、その特異な音楽性は他に類を見ないものであり、ブラックメタルの範疇を大きく逸脱している。歌詞の内容もブラックメタルにありがちな単純な悪魔主義とは無縁である。また彼ら自身は"Kings Of Barbarian Metal"と自称している。
キーボードを多用し、映画音楽やゲーム音楽、クラシック音楽とヘヴィメタルとを融合させた個性的な楽曲群、デスヴォイスとナレーションを自在に使い分けるバイロンのヴォーカルスタイル、古代の神話や伝説およびR・E・ハワード、H・P・ラヴクラフト、E・R・バロウズ等の作家からインスパイアされた壮大な歌詞世界が、このバンドの持つ大きな特色である。

## バンド名の由来
バルサゴスというバンド名はR・E・ハワードの短編「バル＝サゴスの神々(The Gods of Bal-Sagoth)」からとっている。物語中に登場する、世界最古の赤色人の支配する王国の名がバル＝サゴスである。

## 歌詞世界

### 多元宇宙
多元宇宙（The Multiverse）は、バイロンの創り出した歌詞中で設定されている仮想現実のことであり、バイロンが書く全ての歌詞は何らかの物語性を持っている。一曲で完結する物語もあれば、複数の曲、複数のアルバムに跨って展開する物語もある。それらの物語はH・P・ラヴクラフトやE・R・バロウズ等の作家から影響を受けており、中でもとりわけR・E・ハワードの影響が強い。そのことからも分かるようにSF、ヒロイックファンタジーを想起させる物語が極めて多く制作されている。他にも歴史や宗教、神話、オカルトなどに関係した記述も散見される。
物語の舞台は有史以前の古代世界から太古の王国や帝国、中世、現代、近未来、宇宙、異次元世界にまで及ぶ。全体の比率としては古代の世界を舞台にした曲が多く、ムー、アトランティス、レムリア、ウルティマ＝テューレ、イス、ハイパーボリアやバイロンが創作した古代国家などが主な舞台となる。バイロンが創作した文明国家は、〈黒曜石の王冠〉サガに登場する、帝国（Imperium）やヴィルゴシア（Vyrgothia）が代表的である。その他にも、コー＝アヴゥル＝タア（Kor-Avul-Thaa）、ミトス＝クゥン（Mytos K'unn）等の名が挙げられる。バイロンの創作については、国家だけに止まらず、クトゥルー神話からの影響を覗かせる独自の神性をも物語中に登場させている。太古の昔に繁栄した生命体を叙述する詞や、地下世界における恐怖を示唆する物語、古代文明の神秘を探求する学者の日記等は、それらのコズミック・ホラーから影響を受けた創作である。
先述したように物語は古代世界のみにあらず、18世紀後半から19世紀前半までの認識できる歴史の範囲内で納められている場合も多々ある。他にも銀河恒星間での戦争等、遥か未来の時代の物語も記述されている。結果的にバルサゴスの物語は無数の累代に渡っており、とてつもなく広大なものとなっている。
歌詞はあまりにも長すぎるため、曲中では歌詞の一部だけが歌われることが多い。

### 主要な物語
- 極北の帝国の紋章の下に煌く千本の剣の輝き
三部作からなるサガである。強大なる力を秘める《メラの水晶》の所持権を巡り極北のアズーラ・カイ神殿にて行われる、偉大なるハイパーボリアの王と混沌の闇の君主アングサール（Lord Angsaar）との決戦を描く。王の振う剣は《影の剣》と呼ばれ、その剣の内部には、遥か太古にアングサールを打ち破ったウルティマ＝トゥーレの不死身の神の生命のエキスが宿っている。Starfire Burning Upon The Ice-Veiled Throne Of Ultima Thule（Pt. I）、Battle Magic（Pt. II）、Atlantis Ascendant（Pt. III）に収録。
- 〈黒曜石の王冠〉サガ
〈帝国〉とヴィルゴシア王国の大戦を物語る。〈帝国〉の皇帝クールド（Koord）は、かつて《影の王》が額に抱いていた《黒曜石冠》の魔力を用い、ヴィルゴシア難攻不落の城塞都市グル＝コトースの突破を狙う。Starfire Burning Upon The Ice-Veiled Throne Of Ultima Thule、Chthonic Chroniclesに収録。
- 戦士王ケイレン＝トーの戦い
北方の全部族を統べる戦士王ケイレン＝トー（Caylen-Tor）と、ミトス＝クゥンの魔女王ズィラシャナ（Zyrashana）の軍勢との戦いを描く英雄叙事詩。ケイレン＝トーは自らの部族を、圧倒的な力を持つミトス＝クゥンの軍勢との戦いまで導かねばならない。その運命的な決戦は《黒兜谷》で行われた。Starfire Burning Upon The Ice-Veiled Throne Of Ultima Thuleに収録。
- 〈至天秘録〉を求める邪悪な半神ズゥラの探索行
邪悪な半神ズゥラ（Zurra）の銀河における物語。彼は先カンブリア時代の誤った遺伝子実験の際誕生し、月面“雨の海”に投獄されたが、再び自由を得て《至天秘録》の欠片を探すため旅立つ。ズゥラは黒き月カリストへと旅し、ズクスルスの軍勢と出会う。探索は、彼の先祖的なクローンであるズラントゥス（Zuranthus）とプライム・ボイジャー（Prime Voyager）に妨害されるも、最後には古代のムーを完膚なきまでに滅ぼした。Power Cosmicに収録。
- 〈ダーケンホールド〉の森の王の年代記
神秘的なアン・ラユースの印により異教徒から守護され、神秘的な君主、森の王（Forest King）が治める〈ダーケンホールドの森〉の幾つかの物語。主に自然的な寓話であり、森のサガは領域内を侵そうとする東方諸国からの侵略的な要素も含む。そしてアルビオンを全ての異教徒から守ったドラコニスの大地（Draconis Albionensis）と伝説的なドラゴン騎兵団の物語へと結びつく。Starfire Burning Upon The Ice-Veiled Throne Of Ultima Thule、Power Cosmic、Atlantis Ascendantに収録。
- 〈星門〉の守護者
これらの星間宇宙の歩哨は、ズクスルスの領域と地球の次元局面の間にある入口の永遠の守護者達である。ズクスルス（Z'xulth）を筆頭とするこの半神の集合体は、力を得んとする幾多の志望者によって絶えず呼び出される。その他の守護者には、最も人気の高いクルオック（Kur'oc）、グゥル＝コォル（Gul-Kor）の2人、そしてカ＝ク＝ラ（Ka-Kur-Ra）がいる。Starfire Burning Upon The Ice-Veiled Throne Of Ultima Thule、Battle Magic、Power Cosmic、Atlantis Ascendant、Chthonic Chroniclesに収録。
- カレブ・ブラックスローン三世教授の日記
人類の起源の本質と失われた古代文明の伝承、そしてその証拠を探し出すことに人生を奉げた19世紀イギリスの考古学者、カレブ・ブラックスローン三世教授の功績と冒険が語られる。Atlantis Ascendan」、Chthonic Chroniclesに収録。

なお、バイロンの物語の大半は既に短編やコミックとして広がっている（バイロンが物語を描き、幻想作家マーティン・ハンフォードがコミック化）。公式の用語集には、壮大な詞世界での出来事をA-Zにまで区分けして記してある。

## メンバー

### 現在のメンバー
- バイロン・ロバーツ(Byron Roberts)　通称「バイロン卿」(Lord Byron) – 作詞 ヴォーカル
イギリス、ヨークシャーのシェフィールド出身。バルサゴスのメインソングライター/ブレインであり、独特のヴォーカルスタイルと壮大な作詞を担当する。
- ジョニー・モードリング(Jonny Maudling) – キーボード
ギタリストのクリス・モードリングとは兄弟。バルサゴスのサウンド面での中核を成すキーボードを担当。
- クリス・モードリング(Chris Maudling) – ギター
- ポール・“ワク”・ジャクソン(Paul "Wak" Jackson) – ドラム
- マーク・グリーンウェル(Mark Greenwell) – ベース

### 旧メンバ ー
- デイヴ・マッキントッシュ(Dave Mackintosh) - ドラム（ドラゴンフォースへ移籍）
- ダン・マリンズ(Dan Mullins) - ドラム

## ディスコグラフィー
| 発売年 | タイトル                                                    | レーベル                                         |
| 1993年 | デモ                                                        | 自己発表                                         |
| 1995年 | A Black Moon Broods Over Lemuria                            | カコフォノス                                     |
| 1996年 | Starfire Burning Upon the Ice-Veiled Throne of Ultima Thule | カコフォノス                                     |
| 1998年 | Battle Magic                                                | カコフォノス                                     |
| 1999年 | The Power Cosmic                                            | ニュークリアブラスト                             |
| 2001年 | Atlantis Ascendant                                          | ニュークリアブラスト（日本版はサウンドホリック） |
| 2006年 | The Chthonic Chronicles                                     | ニュークリアブラスト                             |